# Emil Mellegård
Emil Mellegård (Göteborg, 6 de noviembre de 1997) es un jugador de balonmano sueco que juega de extremo izquierdo en el HØJ Elite. Es internacional con la selección de balonmano de Suecia.
Su primer gran campeonato con la selección fue el Campeonato Europeo de Balonmano Masculino de 2022, en donde su selección ganó la medalla de oro.

## Clubes
| Club            | País      | Año         |
| --------------- | --------- | ----------- |
| Redbergslids IK | Suecia    | 2014 - 2020 |
| HSG Wetzlar     | Alemania  | 2020 - 2024 |
| HØJ Elite       | Dinamarca | 2024 - Act. |